# Siby (Mali)
Siby ist ein Dorf und eine ländliche Gemeinde im Kreis Kati in der Region Koulikoro im Süden Malis. Die Gemeinde umfasst 21 Dörfer und liegt 50 km südwestlich der Hauptstadt Bamako in der Ebene südlich der Monts Mandingues. Durch das Dorf verläuft die Straße RN5, die Bamako mit Siguiri in Guinea verbindet.

## Geschichte
Das Mandé-Dorf Siby wurde im Mittelalter von den Vorfahren der Camara gegründet.
Nach dem Epos von Sundiata brachte der König von Siby, Kamandjan Kamara, den Sundiata Keita von Kindheit an kannte, die Könige der gegen Soumaoro Kanté, König der Sosso, verbündeten Stämme in Siby zusammen.
Die Truppen von Sundiata Keita hatten gerade zwei Schlachten gegen die Sossos bei Negueboria in der Bouré und bei Kangigné gewonnen. In Siby fanden sich alle alliierten Könige um Sundiata Keita versammelt: Kamandjan Kamara, König von Siby, sein Cousin Tabon wana Fran Kamara, König der Schmiede von Camara, Siara Kouman Diabaté, Faony Diarra Kondé, König des Landes Do, des Landes Sogolon und die Mutter von Sundiata, Mansa Traoré. Nach einigen Tagen der Ruhe gingen die Verbündeten nach Kirina, wo die entscheidende Schlacht gegen Soumaoro Kanté stattfand.

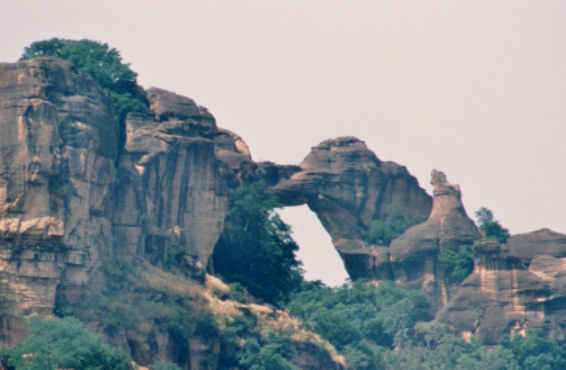
Der Legende nach wurde der Bogen des Kamandjan vom König von Siby mit seinem Säbel durchbohrt

Auf dem Gipfel des Berges ist ein Bogen in den Fels gegraben, von dem aus man einen guten Blick auf die umliegende Ebene hat. Der Legende nach war es Kamandjan Kamara, der am Tag vor der Abreise, an einem Abend, an dem Balla Fasséké jeden anwesenden König fragte, ob er dazu in der Lage sei, den Berg mit seinem Säbel zu durchbohren.

## Einwohnerentwicklung
Die letzten Volkszählungen ergaben jeweils folgende Einwohnerzahlen:
| Jahr | Einwohner |
| ---- | --------- |
| 1998 | 18.150    |
| 2009 | 24.255    |